# 48.ª edición de los Premios Grammy
La 48.ª edición de los Premios Grammy se celebró el 8 de febrero de 2006 en el Staples Center de Los Ángeles, en reconocimiento a los logros discográficos alcanzados por los artistas musicales durante el año anterior. El evento fue televisado en directo en Estados Unidos por CBS. U2 fue el gran ganador obteniendo un total de cinco galardones.

## Actuaciones
Durante la ceremonia se interpretaron las siguientes canciones:
- Medley de "Feel Good Inc." y "Hung Up" interpretado por Madonna y Gorillaz, que abrió el evento. Primero Gorillaz interpretaron en pantalla (usando la tecnología Musion Eyeliner para hacer que la animación pareciese tridimiensional) con una breve visita presencial de De La Soul, entonces una prefilmada Madonna se unió a ellos. Esto se fusionó con la actuación de Madonna sobre el escenario con sus bailarines.

- "B.Y.O.B." — System of a Down
- "Higher Ground" — Alicia Keys & Stevie Wonder
- "Talk" — Coldplay
- "Ordinary People" — John Legend
- "Something More" — Sugarland
- "Vertigo" — U2
- "One" — U2 & Mary J. Blige
- "Because of You" — Kelly Clarkson
- "Fine Line" y "Helter Skelter" — Paul McCartney
- "We Belong Together" y "Fly Like a Bird" — Mariah Carey
- "You'll Think of Me" — Keith Urban
- "The Lucky One" — Faith Hill & Keith Urban
- En tributo a Sly & the Family Stone se interpretaron varias de sus canciones ("Family Affair", "If You Want Me to Stay", "Everyday People", "Dance to the Music" y "I Want to Take You Higher"). Entre los intérpretes se encontraban Joss Stone, Van Hunt, John Legend, Fantasia, Devin Lima, Maroon 5, Ciara, will.i.am, Steven Tyler y Joe Perry de Aerosmith, Robert Randolph. Durante la interpretación de Tyler, Perry y Randolph de "I Want to Take You Higher", Sly Stone y la original Family Stone (con Rusty Allen en lugar del bajista original Larry Graham) aparecieron en el escenario.
- "Yesterday" y "Numb/Encore" — Paul McCartney, Linkin Park & Jay-Z
- "Devils & Dust" — Bruce Springsteen
- "Gold Digger"  — Kanye West & Jamie Foxx
- "A Song for You" — Christina Aguilera & Herbie Hancock
- "We Can Can" — Allen Toussaint, Bonnie Raitt, The Edge, Irma Thomas & Dr. John
- "In the Midnight Hour" — Sam Moore, Bruce Springsteen & Irma Thomas

## Ganadores y nominados

### Generales
- Grabación del año
  - Green Day por "Boulevard of Broken Dreams"
  - Mariah Carey por "We Belong Together"
  - Gorillaz por "Feel Good Inc."
  - Gwen Stefani por "Hollaback Girl"
  - Kanye West por "Gold Digger"

- Álbum del año
  - U2 por How to Dismantle an Atomic Bomb
  - Mariah Carey por The Emancipation of Mimi
  - Paul McCartney por Chaos and Creation in the Backyard
  - Gwen Stefani por Love.Angel.Music.Baby
  - Kanye West por Late Registration

- Canción del año
  - U2 por "Sometimes You Can't Make It on Your Own"
  - Rascal Flatts por "Bless the Broken Road"
  - Mariah Carey por "We Belong Together"
  - Bruce Springsteen por "Devils & Dust"
  - John Legend por "Ordinary People"

- Mejor artista novel
  - John Legend
  - Ciara
  - Fall Out Boy
  - Keane
  - Sugarland

### Alternativa
- Mejor álbum de música alternativa
  - The White Stripes por Get Behind Me Satan

### Blues
- Mejor álbum de blues tradicional
  - B. B. King & friends por 80
- Mejor álbum de blues contemporáneo
  - Delbert McClinton por Cost of Living

### Clásica
- Mejor interpretación orquestal
  - Mariss Jansons (director), Sergey Aleksashkin, Chor des Bayerischen Rundfunks, Symphonieorchester des Bayerischen Rundfunks por Shostakovich: Sinfonía n.º 13
- Mejor interpretación solista vocal clásica
  - Thomas Quasthoff (solista), Jürgen Bulgrin & Rainer Maillard (ingenieros), Christopher Alder (productor) por Bach: Cantatas
- Mejor grabación de ópera
  - James Mallinson (productor), Sir Colin Davis (director); Carlos Álvarez, Bülent Bezdüz, Marina Domashenko, Jane Henschel, Ana Ibarra, María José Moreno & Michele Pertusi; London Symphony Chorus; London Symphony Orchestra por Verdi: Falstaff
- Mejor interpretación coral
  - Tim Handley (productor), Leonard Slatkin (director), Jerry Blackstone, William Hammer, Jason Harris, Christopher Kiver, Carole Ott & Mary Alice Stollak (directores de coros); Christine Brewer, Measha Brueggergosman, Ilana Davidson, Nmon Ford, Linda Hohenfeld, Joan Morris, Carmen Pelton, Marietta Simpson & Thomas Young, Michigan State University Children's Choir, University Of Michigan Chamber Choir, University Of Michigan Orpheus Singers, University Of Michigan University Choir & University Musical Society Choral Union, University Of Michigan School Of Music Symphony Orchestra por Bolcom: Songs of Innocence and of Experience
- Mejor interpretación clásica, solista instrumental (con orquesta)
  - Claudio Abbado (director), Martha Argerich & Mahler Chamber Orchestra por Beethoven: Conciertos para piano n.º 2 & 3
- Mejor interpretación clásica, solista instrumental (sin orquesta)
  - Yevgueni Kisin por Skriabin, Médtner, Stravinski
- Mejor interpretación de conjunto musical pequeño o música de cámara
  - Pierre Boulez (director), Hilary Summers & Ensemble Intercontemporain por Boulez: Le marteau sans maître, Dérive 1 & 2
- Mejor interpretación de música de cámara
  - Emerson String Quartet por Mendelssohn: Los cuartetos de cuerda completos
- Mejor composición clásica contemporánea
  - William Bolcom (compositor), Tim Handley (productor), Leonard Slatkin (director), Jerry Blackstone, William Hammer, Jason Harris, Christopher Kiver, Carole Ott & Mary Alice Stollak (directores de coros); Christine Brewer, Measha Brueggergosman, Ilana Davidson, Nmon Ford, Linda Hohenfeld, Joan Morris, Carmen Pelton, Marietta Simpson & Thomas Young, Michigan State University Children's Choir, University Of Michigan Chamber Choir, University Of Michigan Orpheus Singers, University Of Michigan University Choir & University Musical Society Choral Union, University Of Michigan School Of Music Symphony Orchestra por Bolcom: Songs of Innocence and of Experience
- Mejor álbum de música clásica
  - Tim Handley (productor), Leonard Slatkin (director), Jerry Blackstone, William Hammer, Jason Harris, Christopher Kiver, Carole Ott & Mary Alice Stollak (directores de coros); Christine Brewer, Measha Brueggergosman, Ilana Davidson, Nmon Ford, Linda Hohenfeld, Joan Morris, Carmen Pelton, Marietta Simpson & Thomas Young, Michigan State University Children's Choir, University Of Michigan Chamber Choir, University Of Michigan Orpheus Singers, University Of Michigan University Choir & University Musical Society Choral Union, University Of Michigan School Of Music Symphony Orchestra por Bolcom: Songs of Innocence and of Experience
- Mejor álbum crossover de música clásica
  - Turtle Island String Quartet & Ying Quartet por 4 + Four

### Composición y arreglos
- Mejor composición instrumental
  - Billy Childs (compositor); Billy Childs Ensemble (intérpretes) por "Into the Light"
- Mejor arreglo instrumental
  - Gordon Goodwin (arreglista); varios intérpretes por "The Incredits" (de Los Increíbles)
- Mejor arreglo instrumental acompañado de vocalista
  - Billy Childs, Gil Goldstein & Heitor Pereira (arreglistas); Chris Botti & Sting (intérpretes) por "What Are You Doing the Rest of Your Life?"

### Composición para medio visual
- Mejor recopilación de banda sonora para película, televisión u otro medio visual
  - James Austin, Stuart Benjamin & Taylor Hackford (productores); Ray Charles (intérprete) por Ray
- Mejor composición instrumental escrita para una película, televisión u otro medio visual
  - Glen Ballard & Alan Silvestri; Josh Groban (intérprete) por "Believe" (de The Polar Express)
- Mejor canción escrita para una película, televisión u otro medio visual
  - Craig Armstrong (compositor) por Ray

### Country
- Mejor interpretación vocal country, femenina
  - Emmylou Harris por "The Connection"
- Mejor interpretación vocal country, masculina
  - Keith Urban por "You'll Think of Me" (de Golden Road)
- Mejor interpretación country, duo o grupo
  - Alison Krauss & The Union Station por "Restless" (de Lonely Runs Both Ways)
- Mejor colaboración vocal country
  - Faith Hill & Tim McGraw por "Like We Never Loved At All"
- Mejor interpretación instrumental country
  - Alison Krauss & The Union Station por "Unionhouse Branch" (de Lonely Runs Both Ways)
- Mejor canción country
  - Bobby Boyd, Jeff Hanna & Marcus Hummon (compositores); Rascal Flatts (intérprete) por "Bless the Broken Road"
- Mejor álbum de música country
  - Alison Krauss & The Union Station por Lonely Runs Both Ways
- Mejor álbum de bluegrass
  - Del McCoury Band por The Company We Keep

### Dance
- Mejor grabación dance
  - The Chemical Brothers & Q-Tip por "Galvanize"
- Mejor álbum de dance/electrónica
  - The Chemical Brothers por Push the Button

### Espectáculo musical
- Mejor álbum de espectáculo musical
  - John Du Prez & Eric Idle (productor y compositor), Eric Idle (letrista) & el reparto original de Broadway con David Hyde Pierce, Tim Curry, Hank Azaria & Sara Ramirez por Monty Python's Spamalot

### Folk
- Mejor álbum de folk tradicional
  - Tim O'Brien por Fiddler's Green
- Mejor álbum de folk contemporáneo
  - John Prine por Fair and Square
- Mejor álbum de música nativo americana
  - Jim Wilson (productor) por Sacred Ground: A Tribute to Mother Earth
- Mejor álbum de folk hawaiano
  - Daniel Ho, Paul Konwiser & Wayne Wong (productores) por Masters of Hawaiian Slack Key Guitar - Vol. 1

### Góspel
- Mejor interpretación góspel
  - CeCe Winans por "Pray"
- Mejor canción góspel
  - Yolanda Adams, James Harris III, Terry Lewis & James "Big Jim" Wright (compositores); Yolanda Adams (intérprete) por "Be Blessed"
- Mejor álbum góspel pop/contemporáneo
  - Casting Crowns por Lifesong
- Mejor álbum góspel rock
  - Audio Adrenaline por Until My Heart Caves In
- Mejor álbum góspel sureño, country o bluegrass
  - Amy Grant por Rock of Ages...Hymns & Faith
- Mejor álbum góspel soul tradicional
  - Donnie McClurkin por Psalms, Hymns & Spiritual Songs
- Mejor álbum góspel soul contemporáneo
  - CeCe Winans por Purified
- Mejor álbum góspel, coro o coros
  - Gladys Knight (directora de coro) & Saints Unified Voices por One Voice

### Hablado
- Mejor álbum hablado
  - President Barack Obama por Dreams from My Father
- Mejor álbum de comedia
  - Chris Rock por Never Scared

### Histórico
- Mejor álbum histórico
  - Alan Lomax, Jeffrey Greenberg & Anna Lomax Wood (productores), Adam Ayan & Steve Rosenthal (masterización) por The Complete Library of Congress Recordings

### Infantil
- Mejor álbum musical para niños
  - Dennis Scott (productor); varios intérpretes por Songs from the Neighborhood - The Music of Mister Rogers
- Mejor álbum hablado para niños
  - Christopher Cerf & Marlo Thomas (productores); varios intérpretes por Marlo Thomas & Friends: Thanks & Giving All Year Long

### Jazz
- Mejor solista de jazz instrumental
  - Sonny Rollins por "Why Was I Born?"
- Mejor álbum de jazz instrumental, individual o grupo
  - Wayne Shorter Quartet por Beyond the Sound Barrier
- Mejor álbum de jazz, conjunto grande
  - Dave Holland Big Band por Overtime
- Mejor álbum de jazz vocal
  - Dianne Reeves por Good Night, and Good Luck
- Mejor álbum de jazz contemporáneo
  - Pat Metheny Group  por The Way Up
- Mejor álbum de jazz latino
  - Eddie Palmieri por Listen Here!

### Latina
- Mejor interpretación pop latino
  - Laura Pausini por Escucha
- Mejor interpretación latina tropical tradicional
  - Bebo Valdés por Bebo de Cuba
- Mejor interpretación mexicano-americana
  - Luis Miguel por México en la piel
- Mejor interpretación rock latino/alternativo
  - Shakira por Fijación oral vol. 1
- Mejor álbum tejano
  - Little Joe y La Familia por Chicanisimo
- Mejor álbum de salsa/merengue
  - Willy Chirino por Son del alma

### New age
- Mejor álbum de new age
  - Paul Winter Consort por Silver Solstice